# SH2D4A
SH2D4A (англ. SH2 domain containing 4A) – білок, який кодується однойменним геном, розташованим у людей на короткому плечі 8-ї хромосоми. Довжина поліпептидного ланцюга білка становить 454 амінокислот, а молекулярна маса — 52 727.
| 10         |  | 20         |  | 30         |  | 40         |  | 50         |
| ---------- |  | ---------- |  | ---------- |  | ---------- |  | ---------- |
| MLKQILSEMY |  | IDPDLLAELS |  | EEQKQILFFK |  | MREEQIRRWK |  | EREAAMERKE |
| SLPVKPRPKK |  | ENGKSVHWKL |  | GADKEVWVWV |  | MGEHHLDKPY |  | DVLCNEIIAE |
| RARLKAEQEA |  | EEPRKTHSEE |  | FTNSLKTKSQ |  | YHDLQAPDNQ |  | QTKDIWKKVA |
| EKEELEQGSR |  | PAPTLEEEKI |  | RSLSSSSRNI |  | QQMLADSINR |  | MKAYAFHQKK |
| ESMKKKQDEE |  | INQIEEERTK |  | QICKSWKEDS |  | EWQASLRKSK |  | AADEKRRSLA |
| KQAREDYKRL |  | SLGAQKGRGG |  | ERLQSPLRVP |  | QKPERPPLPP |  | KPQFLNSGAY |
| PQKPLRNQGV |  | VRTLSSSAQE |  | DIIRWFKEEQ |  | LPLRAGYQKT |  | SDTIAPWFHG |
| ILTLKKANEL |  | LLSTGMPGSF |  | LIRVSERIKG |  | YALSYLSEDG |  | CKHFLIDASA |
| DAYSFLGVDQ |  | LQHATLADLV |  | EYHKEEPITS |  | LGKELLLYPC |  | GQQDQLPDYL |
| ELFE       |  |            |  |            |  |            |  |            |

A: Аланін

C: Цистеїн

D: Аспарагінова кислота

E: Глутамінова кислота

F: Фенілаланін

G: Гліцин

H: Гістидин

I: Ізолейцин

K: Лізин

L: Лейцин

M: Метіонін

N: Аспарагін

P: Пролін

Q: Глутамін

R: Аргінін

S: Серин

T: Треонін

V: Валін

W: Триптофан

Кодований геном білок за функцією належить до фосфопротеїнів. 
Задіяний у такому біологічному процесі, як альтернативний сплайсинг. 
Локалізований у цитоплазмі.